# Ella Wesner
Ella Wesner, née le 29 mai 1841 dans le New Jersey aux États-Unis et morte le 10 novembre 1917 à New York, est une célèbre transformiste dans les circuits de vaudeville durant le Gilded Age aux États-Unis.

## Biographie

### Jeunesse et formation
Ella (ou Ellen) Wesner est née dans le New Jersey le 29 mai 1841 et grandit à Philadelphie, en Pennsylvanie. Elle est l'enfant de Charles H. Wesner et d'Evalina (ou Emeline) Rockafellow, issue de la famille Rockefeller. 
Ella commence sa carrière à l'âge de neuf ans au sein d'une famille de danseurs de vaudeville et de comédies musicales. Elle forme, avec sa sœur Mary, le duo Wesner Sisters pendant de nombreuses années.

### Carrière

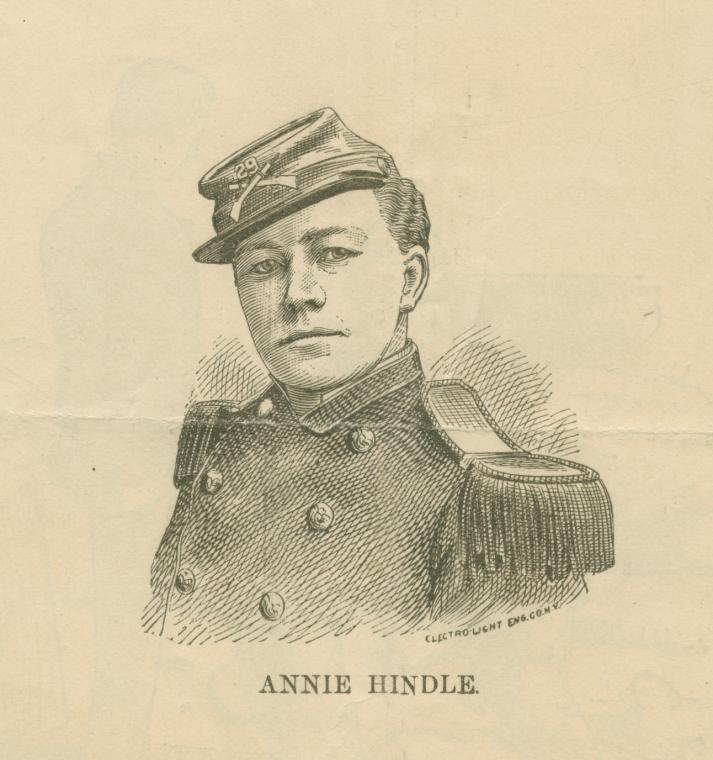
Portrait de Annie Hindle

Âgée d'une vingtaine d'années, Wesner joue à la fois des rôles masculins et féminins. Elle rencontre Annie Hindle, une transformiste de vaudeville très populaire à l'époque, pour laquelle elle travaille comme habilleuse et auprès de qui elle apprend des astuces.
Elle développe son propre numéro de transformiste en s'inspirant de celui de Hindle,,, sous la forme d'un jeune homme « dégingandé, fumeur de cigares et jureur ». Hindle et Wesner travaillent ensemble dans le circuit du vaudeville et chantent certaines des mêmes chansons, utilisant toutes deux une voix rauque de contralto pour leurs représentations,.

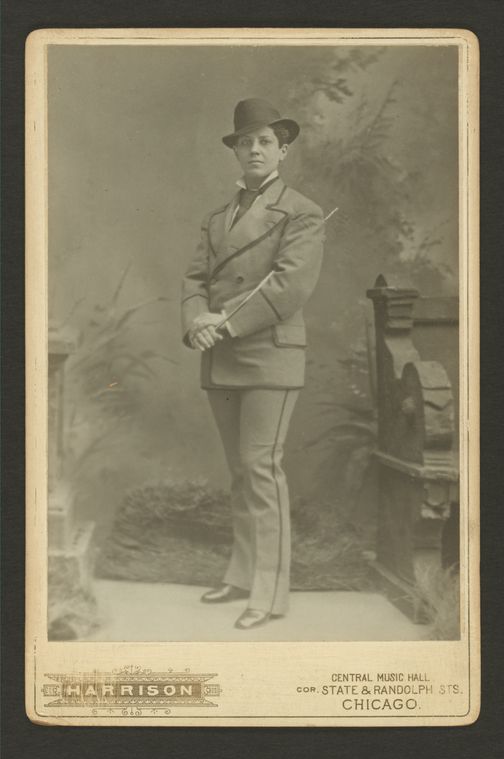
Portrait d'Ella Wesner par Harrison

#### Circuit vaudeville de Tony Pastor
La carrière de Wesner est également étroitement liée à l'impresario de vaudeville Tony Pastor, pour qui elle est la transformiste vedette, se produisant au théâtre de Pastor et participant aux spectacles itinérants qu'il organise,.

#### Épisode Josie Mansfield

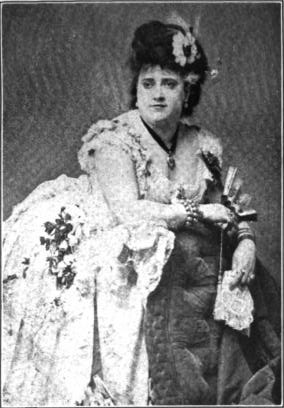
Josie Mansfield

Elle ne s'est jamais mariée et semble avoir préféré des amants féminins. La seule romance qu'elle semble avoir connue est lorsqu'elle interrompt brièvement sa carrière en 1872 et quitte brusquement les spectacles de Pastor pour s'enfuir à Paris avec Josie Mansfield (en), qui a été la maîtresse du baron voleur du Gilded Age James Fisk ainsi que la maîtresse de son meurtrier, Edward Stiles Stokes (en). L'événement a suscité un scandale considérable ; il a été évoqué dans la plupart des grands journaux métropolitains et des revues de New York, Chicago et d'autres grandes villes américaines. Une fois l'idylle apaisée, Wesner retourne aux États-Unis et reprend sa carrière avec Pastor, gagnant un public encore plus large.
Elle se produit dans les salles de concert londoniennes en 1877.

#### Fin de carrière

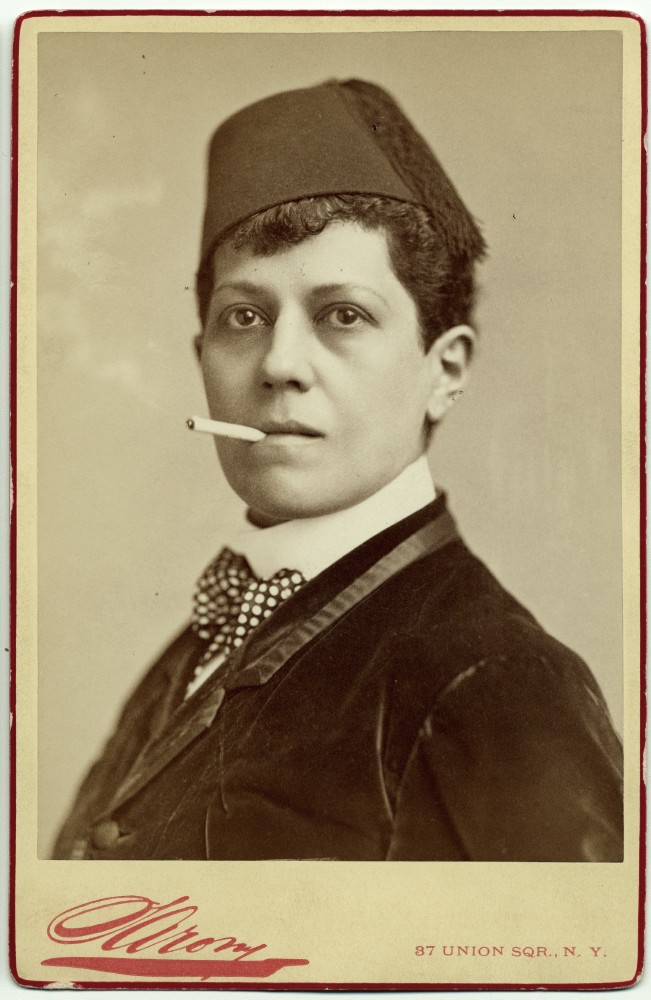
Photographie publicitaire d'Ella Wesner par Sarony, vers 1880

Dans les années 1880, le spectacle de Wesner comprend non seulement des chansons célébrant la vie « sportive » et des sketches comme son interprétation populaire d'un ivrogne se faisant raser par un barbier, mais aussi des monologues contenant des conseils pour les hommes sur la façon de courtiser, de traiter et de satisfaire les femmes,. Elle chante également des chansons pour promouvoir certaines marques d'alcool et de tabac ; le fait qu'elle tire des revenus supplémentaires de ces publicités scandalise l'orchestre concerné. La carrière de Wesner s'essouffle avec l'évolution des styles ; elle change de routine pour devenir une artiste de « changement rapide » et finit par disparaître du vaudeville. La transformiste et chanteuse Ella Shields (en) considère Ella Wesner comme une source d'inspiration.

### Mort
Wesner meurt dans le Bronx en 1917, à l'âge de 76 ans. À sa demande, son corps est vêtu d'un costume d'homme pour l'enterrement. Sa tombe se trouve dans l'Actors' Fund Plot, Prospect Hill au Cimetière des Evergreens (en), à Brooklyn, New York.